# Великий дука
Великий дука или мегадука (греч. μέγας δούξ), а также дука флота (греч. δούξ τοῦ στόλου) — одна из самых высоких должностей в иерархии поздней Византийской империи, главнокомандующий флотом. Иногда употребляется латинизированное мегадукс (megadux, от греческого μεγαδούξ). Греческое слово дука (греч. δούξ) или латинское дукс (лат. Dux), означает лидер или командир.

## История и значения
Должность была введена Алексеем I Комнином (1081—1118), который реформировал византийский флот и объединил разрозненные провинциальные эскадры в единую военную силу под командованием великого дуки. Считается, что первым носителем титула с 1092 года был брат жены императора Иоанн Дука, которому было поручено ведение боевых действий на море против сельджукского эмира Чака Бея. Вот как об этом пишет Анна Комнина в Алексиаде: «Много раз имел самодержец случай убедиться в воинственном духе и военном искусстве Иоанна Дуки и знал о его готовности исполнить любой приказ императора. В борьбе с Чаканом самодержец нуждался именно в таком человеке; поэтому он вызвал его из Диррахия, назначил великим дукой флота и с многочисленным сухопутным и морским войском отправил против Чакана». Однако существует документ, датированный декабрём 1085 года, в котором монах Никита, перечисляя штатные должности, не упоминает великого дуку. Должность дука флота (δούξ τοῦ στόλου) с аналогичными обязанностями и, следовательно, скорее всего, являющаяся предшественником должности великий дука упоминается около 1086 года по отношению к Мануилу Вутумиту и в 1090 году к Константину Далассену.
Иоанн Дука возглавил походы на суше и на море за восстановление византийского контроля над островами Эгейского моря, Критом и Кипром в 1092—1093 годах и в западной Анатолии в 1097 году. С этого времени великий дука также отвечал за управление и оборону провинций Эллады, Пелопоннеса и Крита, которая была возможна в основном за счёт сил флота. Однако, поскольку великий дука являлся одним из старших должностных лиц в империи и был часто задействован в военных походах фактическое управление провинциями осуществлялось местными преторами. В течение XII века должность занимали преимущественно представители семьи Контостефанов. Один из них, великий дука Андроник Контостефан являлся одним из наиболее значительных соратников императора Мануила I Комнина (1143—1180).
С фактическим исчезновением византийского флота после Четвёртого крестового похода титул был сохранён как почетный в Никейской империи, где Михаил VIII Палеолог (1259—1282) принял его, когда он стал регентом Иоанна IV Ласкариса (1258 −1261). Он также использовался и в Латинской империи: в 1207 году император наградил островом Лемнос и наследственным титулом великий дука генуэзца Филокало Навагайозо.
После возвращения Константинополя в 1261 году титулу вернули его старую функцию — главнокомандующего византийским флотом. Он сохранил свой высокий ранг и в византийской чиновничей иерархии (тактиконе) находился на шестой строчке между протовестиарием и протостатором. Кроме того, он возлагался иногда на иностранцев на императорской службе, наиболее известными среди которых являются итальянец Ликарио, вернувший при императоре Михаиле VIII многие острова Эгейского моря и глава каталонской компании Рожер де Флор. С середины XIV века, должность часто связана с должностью месазона (главы императорского секретариата), делая великого дуку фактически премьер-министром. Именно в этой должности Алексей Апокавк стал одним из лидеров сторонников Иоанна V Палеолога во время гражданской войны против Иоанна VI Кантакузина. Последним и самым знаменитым великим дукой был Лука Нотарас, который занимал эту должность при Константине XI Драгоше (1449—1453) во время падения Константинополя.

## Список известных великих дук
| Великий дука              | Период времени             | Император                                | Замечания | Примечания           |
| ------------------------- | -------------------------- | ---------------------------------------- | --- | -------------------- |
| Иоанн Дука                | 1092 — неизвестно          | Алексей I Комнин                         | Брат жены императора, ранее губернатор Диррахия (Албания). | [ 1 ]                |
| Ландульф                  | 1099—1105                  | Алексей I Комнин                         | Адмирал западного происхождения | [ 11 ] [ 12 ]        |
| Исаак Контостефан         | 1105—1108                  | Алексей I Комнин                         | Уволен за его некомпетентности в войнах против Боэмунда I | [ 11 ] [ 13 ]        |
| Мариан Маврокатакалон     | 1108 — неизвестно          | Алексей I Комнин                         | Преемник Исаака Контостефануса | [ 11 ] [ 14 ]        |
| Евмафий Филокал           | после 1112 — после 1118    | Алексей I Комнин                         | Ранее судебный чиновник в Греции и долгое время губернатор Кипра | [ 15 ] [ 16 ]        |
| Константин Опос           | неизвестно                 | Алексей I Комнин                         | Крупный военачальник в войнах с турками | [ 17 ]               |
| Лев Никерит               | неизвестно                 | Алексей I Комнин                         | Евнух, ранее губернатор в Болгарии и Пелопоннесе | [ 17 ]               |
| Никифор Вататец           | неизвестно                 | Алексей I Комнин (?)                     | Известен только через печать, возможно, датированной в царствование Алексея I | [ 17 ]               |
| Стефан Контостефан        | ок. 1145 (?) — 1149        | Мануил I Комнин                          | Брат Мануила I, был убит в должности в 1149 году | [ 18 ]               |
| Алексей Комнин            | ок. 1155 — после 1161      | Мануил I Комнин                          | Сын Анны Комнины и Никифора Вриенния | [ 17 ]               |
| Андроник Контостефан      | после 1161—1182            | Мануил I Комнин                          | Племянник Мануила, пользовался наибольшим доверием и уважением императора. Ослеплен Андроником I Комнином в 1182 году | [ 19 ]               |
| Иоанн Комнин              | неизвестно                 | Мануил I Комнин                          | Двоюродный брат Мануила I, сын севастократора Андроника Комнина. Он погиб (?) в битве при Мириокефале в 1176 году. | [ 18 ]               |
| Константин Ангел          | неизвестно                 | Исаак II Ангел                           | Затем губернатор Филиппополиса, где он предпринял неудачную попытку узурпировать власть. | [ 20 ]               |
| Михаил Стрифн             | ок. 1195 — после 1201—1202 | Алексей III Ангел                        | Фаворит Алексея III. Сообщается, что он продал флотское снаряжение, чтобы обогатить себя. | [ 21 ]               |
| Феодот Фока               | ок. 1210                   | Феодор I Ласкарис                        | Дядя Феодора I, императора Никеи, известно только, что он ушёл в монахи (?) между 1206 и 1212 | [ 22 ]               |
| Михаил Палеолог           | 1258                       | Иоанн IV Ласкарис                        | Вступил в должность после убийства регента малолетнего Иоанна IV Георгия Музалона. Вскоре был повышен до деспота, позже стал императором Михаилом VIII                                                                                            | [ 22 ]               |
| Михаил Ласкарис           | 1259 — ок. 1272            | Михаил VIII Палеолог                     | Брат Феодора I, из-за его преклонного возраста фактически никогда не командовал флотом. Занимал должность вплоть до своей смерти. | [ 23 ]               |
| Алексей Дука Филатропен   | ок. 1272 — ок. 1275        | Михаил VIII Палеолог                     | Ранее протостратор и де-факто командующий флотом примерно с 1263 года. Занимал должность великого дуки до своей смерти. | [ 24 ]               |
| Ликарио                   | ок. 1275 — неизвестно      | Михаил VIII Палеолог                     | Итальянец, перешедший на византийскую службу. Завоевал Негропонте и множество островов Эгейского моря. | [ 25 ]               |
| Рожер де Флор             | 1303—1304                  | Андроник II Палеолог                     | Лидер наемников каталонской компании. Он оставил свой пост в конце 1304 года в пользу своего лейтенанта, Беренгера де Энтенса, а сам был убит через несколько месяцев.                                                                            | [ 25 ]               |
| Беренгер де Энтенса       | 1304—1305                  | Андроник II Палеолог                     | Лейтенант и преемник Рожера де Флор на посту лидера наемников каталонской компании. Он покинул свой пост после разногласий с императором. | [ 26 ] [ 27 ]        |
| Fernand Ximenes de Arenos | 1307/1308 — неизвестно     | Андроник II Палеолог                     | Один из лидеров каталонской компании, он назывался megas doux, искаженно для византийцев. | [ 28 ] [ 29 ]        |
| Феодор Синадин            | неизвестно — 1321          | Андроник II Палеолог                     | Византийский военачальник конца правления первой половины XIV века. | [ 30 ]               |
| Сиргианн Палеолог         | 1321—1322                  | Андроник II Палеолог                     | Один из основных сторонников молодого Андроника III Палеолога в время гражданской войны (1321—1328). Перешёл на сторону Андроника II Старшего, который наградил его должностью великого дуки. После заговора и против него был заключён в тюрьму. | [ 28 ] [ 31 ] [ 32 ] |
| Исаак Асень               | неизвестно — 1341          | Андроник III Палеолог                    | Его заменил в должности Алексей Апокавк. | [ 28 ]               |
| Алексей Апокавк           | 1341—1345                  | Андроник III Палеолог Иоанн V Палеолог   | Сыграл значительную роль во время гражданской войны (1341—1347), являясь фактически лидером сторонников Иоанна V Палеолога. В 1345 году был убит взбунтовавшимися заключенными во время инспекторского посещения одной из тюрьм Константинополя.  | [ 28 ] [ 33 ]        |
| Asomatios Tzamplakon      | ок. 1348                   | Иоанн VI Кантакузин                      | Командующий флотом во время византийско—генуэзской войны (1348—1349). Умер в 1356 году. | [ 28 ] [ 34 ]        |
| Павел Мамон               | начало XV века             | Мануил II Палеолог                       | Семья Мамонов являлась наследственными правителями Монемвасии | [ 35 ]               |
| Мануил                    | неизвестно — 1410          | Мануил II Палеолог                       | В анонимной хронике упоминается только, что умер от эпидемии в 1410 году | [ 35 ]               |
| Параспондел               | ок. 1437                   | Иоанн VIII Палеолог                      | Известен только как тесть Димитрия Палеолога | [ 35 ]               |
| Лука Нотарас              | после 1441—1453            | Иоанн VIII Палеолог Константин XI Драгаш | Служил у Иоанна VIII и Константина XI. Был казнен турками после падения Константинополя. | [ 35 ]               |

## В культуре
В знаменитом валенсийском эпическом романе Жуанота Мартуреля «Тирант Белый», написанном в 1490 году, главный герой, прибывая в Константинополь, становится византийским великим дукой. Эта вымышленная история, возможно, имела в своей основе вышеупомянутые случаи назначения на эту должность иностранцев.